# IOS 15
O iOS 15 é a décima quinta versão do sistema operacional móvel iOS desenvolvido pela Apple para suas linhas de produtos iPhone e iPod Touch. Foi anunciado na Worldwide Developers Conference da empresa em 7 de junho de 2021, como o sucessor do iOS 14, e lançado ao público em 20 de setembro de 2021.

## Recursos[2]

### Foco
O Foco permite que os usuários definam seu "estado", como trabalho, sono, não perturbe ou um foco personalizado. Com base no estado selecionado, os usuários podem definir o tipo de notificação que desejam receber e de qual aplicativo. Também é possível escolher quais páginas e aplicativos exibir na página inicial com base no estado. O estado pode mudar automaticamente com base em onde o usuário está ou em um horário.
O Foco também controla as interações com os Contatos, assim é possível decidir quais contatos específicos podem "perturbar" o usuário.
Algumas configurações da tela de bloqueio podem ser controladas com base no estado: por exemplo, o recurso Dim Lock Screen, que escurece a tela de bloqueio de não mostrar notificações nessa tela, pode ser ativado ou desativado automaticamente com base no estado.
O Foco é sincronizado automaticamente em diferentes dispositivos iOS e macOS na mesma conta do iCloud, bem como em qualquer dispositivo watchOS emparelhado.

### Notificações
As notificações recebem um novo visual com fotos de contato para todos os aplicativos de comunicação e ícones de aplicativos maiores. Quando a notificação chega, o usuário pode silenciar o aplicativo correspondente por uma hora ou o dia todo.
O Resumo permite que o usuário agrupe e adie as notificações vindas dos aplicativos escolhidos, entregando-as em horário programado em uma única grande notificação chamada notificação sumária.

### Texto ao vivo
Dispositivos com chip A12 ou posterior suportam Live Text em todos os aplicativos que podem transcrever texto da câmera no mundo real, imagens, fotos através do reconhecimento de texto de Inteligência Artificial usando o Neural Engine.

### Pilhas inteligentes com widgets sugeridos
Os Widgets no iOS 15 são mais dinâmicos: dependendo do contexto, o sistema pode adicionar ou remover widgets das pilhas existentes. Por exemplo, próximo ao início de um determinado evento no Calendário, o sistema pode decidir adicionar o widget de calendário a uma pilha inteligente existente, se ainda não estiver presente, e removê-lo no final do evento.

### Arrastar e soltar entre aplicativos
Os usuários agora podem arrastar fotos e texto de um aplicativo para outro. Esse recurso estava disponível anteriormente apenas no iPadOS.

### Início
Os usuários agora podem reordenar ou excluir as várias telas iniciais e ocultar ou limitar as telas iniciais selecionadas usando o modo de foco.

### Tamanho do texto por aplicativo
No Centro de Controle, o tamanho do texto pode ser definido por aplicativo.

### Destaque
A função de pesquisa global foi aprimorada e também está disponível na tela de bloqueio, puxando a página para baixo.

### Ditado
Anteriormente limitado a 60 segundos, o ditado Voice-To-Text disponível no teclado é ilimitado.

### Tradução de todo o sistema
A tradução em todo o sistema permite que o usuário traduza o texto em todos os aplicativos selecionando-o e tocando na opção Traduzir.

### Ajuste a velocidade de reprodução de vídeo
O player padrão do sistema, usado para vídeos e por muitos aplicativos, tem o controle para ajustar a velocidade de reprodução.

### Efeitos de vídeo e modo de microfone
Efeitos de Vídeo e Modo Mic são dois novos comandos no Centro de Controle que permitem ao usuário adicionar o efeito Retrato à câmera e definir o modo Microfone para Isolamento de Voz em qualquer aplicativo.

### Melhorias de acessibilidade
- Acessibilidade por aplicativo: cada aplicativo pode ter uma configuração de acessibilidade diferente para personalizar o texto (texto em negrito, texto maior, formas de botão, rótulos ativados/desativados, reduzir transparência), aumentar o contraste, reduzir o movimento, reproduzir automaticamente a visualização do vídeo etc.
- Exploração de imagens com VoiceOver: descreve fotos para fornecer aos usuários com baixa visão mais contexto sobre o que é exibido na foto.
- Gráficos audíveis: a estrutura de acessibilidade Audio Graphs permite representar dados de gráficos com áudio para pessoas cegas e com baixa visão.

### iCloud
Backups para iCloud agora também podem ser feitos em redes celulares 5G.

### RealityKit 2
A nova versão permite que os aplicativos criem experiências de AR mais imersivas usando novas APIs para capturar objetos ainda mais rápido, shaders personalizados, ativos dinâmicos, sistemas personalizados e controle de caracteres.

### Contas para escola e trabalho
É possível adicionar ao iPhone as contas de sua organização, gerenciadas por escolas ou empresas, sem precisar usar aplicativos ou perfis externos.

### StoreKit 2
O StoreKit 2 permite que os aplicativos implementem a opção "Solicitar um reembolso" no aplicativo. Os usuários podem tocar nessa opção, selecionar uma compra específica no aplicativo e identificar o problema que levou à solicitação de reembolso. Também permite que os desenvolvedores monitorem as compras feitas por seus usuários sem usar soluções de terceiros.

### Melhorias no aplicativo

#### FaceTime
O iOS 15 adiciona vários novos recursos ao FaceTime, incluindo:
- Visualização em grade para conversas em grupo;

- Modo retrato, requer chip A12 Bionic ou posterior;

- Áudio espacial
- Modo de isolamento de voz: remova o ruído de fundo durante as chamadas

- Modo de amplo espectro

- Links do FaceTime e integração na web: permitir que usuários de Android e Microsoft Windows participem de chamadas

- Integração do calendário

- Alertas de mudo, que permitem que os usuários saibam quando estão falando com o som mudo

- O FaceTime agora pode tirar proveito de todas as câmeras traseiras (em dispositivos compatíveis)

- O SharePlay permite que você compartilhe seu conteúdo de aplicativos de vídeo e música compatíveis em uma chamada do FaceTime. Você também pode compartilhar sua tela em uma chamada do FaceTime.

#### Memoji
O Memoji no iOS 15 tem mais opções de personalização, incluindo novas roupas, duas cores de olhos diferentes, novos óculos, novos adesivos, chapéus multicoloridos e novas opções de acessibilidade.

#### Mensagens
- Várias imagens em pilha: as mensagens agora exibem várias imagens em uma pilha, facilitando a navegação.
- Conteúdo fixado: é possível fixar qualquer conteúdo, texto ou link que você receba de um contato.
- Compartilhado com você: o Mensagens também apresenta um novo recurso chamado "Compartilhado com você", que organiza links e outros conteúdos compartilhados por meio de Mensagens em uma seção dedicada em seus aplicativos nativos para visualização posterior (por exemplo, um artigo de notícias compartilhado por meio de mensagens é exibido em o aplicativo de notícias).

#### Mapas
O Apple Maps recebe vários novos recursos:
- Maior profundidade foi adicionada aos mapas de direção com o uso de modelagem 3D, o que facilitará a interpretação de direções quando se deparar com estradas que passam por cima ou por baixo da que está sendo conduzida, incluindo edifícios, pontes e árvores.
- Globo 3D com uma nova paleta de cores e maiores detalhes de montanhas, desertos e florestas
- Aumento das informações de tráfego, faixas de conversão, faixas de bicicletas, ônibus e táxis, canteiros centrais, faixas de pedestres
- Direções a pé em realidade aumentada em dispositivos A12 ou posterior
- Cartões de lugar redesenhados
- Filtragem aprimorada para pesquisa
- O modo noturno definido no Mapas agora segue o modo noturno definido no sistema operacional em vez de ativá-lo apenas à noite e as cores são aprimoradas.
- Informações de transporte público: rotas e horários de transporte público com capacidade de fixar rotas favoritas no topo. As notificações no aplicativo alertarão os usuários quando eles precisarem sair de um ônibus ou trem. As informações de trânsito podem ser visíveis em um Apple Watch conectado.
- Relatórios e revisões: você pode relatar incidentes, escrever comentários e adicionar fotos a pontos de interesse, etc.
- Novos recursos para dirigir, incluindo um novo mapa onde são destacados detalhes como tráfego e incidentes, bem como um planejador de itinerários que permite visualizar uma viagem futura selecionando a hora de partida ou chegada.

#### Fotos
O aplicativo Fotos agora pode definir manualmente a hora, a data e o local de uma foto. O aplicativo também permite que o usuário visualize informações sobre a foto, como a câmera usada para tirar a foto e o tamanho do arquivo da foto. No aplicativo Fotos, o usuário agora pode procurar locais que estão dentro de imagens, porém, esse recurso só funciona no chip Apple A12 ou posterior.

#### Câmera
Modo de disparo panorâmico aprimorado no iPhone 12 e superior: menos distorção geométrica em fotos panorâmicas com campos de visão alongados, redução de ruído e bandas que se formam na imagem devido a alterações de brilho e contraste ao mover a câmera de um lado para o outro, a imagem menos desfocada e mais clara, mesmo ao capturar assuntos em movimento dentro do panorama.

#### Safari
O Safari foi totalmente redesenhado, movendo a barra de abas e a barra de endereços para a parte inferior da tela, mas existe a opção de manter o layout legado. Ele agora possui grupos de guias, permitindo que os usuários organizem guias e compartilhem grupos inteiros de guias. O usuário agora pode usar um gesto de puxar para atualizar para atualizar uma página da web. As extensões do navegador estão disponíveis pela primeira vez no Safari para iOS; são as mesmas extensões disponíveis no Safari para Mac. O Safari atualizará automaticamente os URLs HTTP para HTTPS, se compatível. O codec de áudio WebM é suportado.
O Safari abre com uma nova página inicial; é possível ter uma página personalizada na inicialização que contém seções incluindo favoritos, sites mais visitados, sugestões da Siri, etc.
Clipes de aplicativo mais detectáveis: é possível exibir uma visualização em tela cheia do clipe de aplicativo no Safari.

#### Clima
O clima recebeu uma revisão, com novas animações e mapas meteorológicos em tela cheia, e o ícone do clima foi atualizado. O aplicativo também possui um recurso de notificações de precipitação da próxima vez que permite ao usuário receber uma notificação sempre que a chuva ou a neve começar ou parar na próxima hora para a localização atual do usuário e cada local salvo, independentemente.

#### Siri
A Siri agora funciona offline, oferecendo tempos de resposta mais curtos para as solicitações mais comuns que não exigem conexão com a Internet. Esse recurso requer um dispositivo com chip A12 Bionic ou posterior.

#### Notícias
O Apple News foi completamente redesenhado, apresentando cantos mais arredondados.

#### Compartilhe com Siri
O usuário pode perguntar à Siri “Ei Siri, compartilhe isso com [nome]” (ou algo semelhante como “envie isso para [nome]”) e a Siri compartilhará o conteúdo da tela com essa pessoa usando o Mensagens. Itens como imagens, páginas da web, Apple Music ou Podcasts, histórias do Apple News e locais do Maps compartilharão o conteúdo real (ou um link para ele). Para o conteúdo que a Siri não pode compartilhar, ele avisará que só pode enviar uma captura de tela, mas a Siri ainda fará essa captura de tela automaticamente e a enviará em uma mensagem para essa pessoa.
Notificações de anúncio: com a atualização de notificações de anúncio no iOS 15, a Siri agora pode ler todas as notificações recebidas e até permitir que os usuários respondam a elas usando sua voz. O usuário pode optar por habilitar isso para aplicativos específicos.

#### Saúde
Os dados de saúde agora podem ser compartilhados.
Um novo parâmetro monitorado chamado "Walking Steadiness" foi adicionado, que determina o risco de queda usando sensores giroscópicos que medem equilíbrio, estabilidade e coordenação.
Adicionada a análise de tendência, ou seja, linhas horizontais que mostram a tendência dos vários parâmetros a longo prazo.
Lab Results permite importar resultados de laboratório para o aplicativo Health de um provedor de serviços de saúde.

#### Arquivos
Grupos é um novo modo de visualização que agrupa arquivos do mesmo tipo.
O editor de PDF integrado pode inserir páginas de arquivos ou digitalizações existentes, remover páginas e girar páginas. Os PDFs também podem ser bloqueados com uma senha.

#### Lembretes
Capacidade de inserir #tags em lembretes para classificá-los.

#### Atalhos
- O reconhecimento de som foi adicionado às automações, para que seja possível executar um comando personalizado quando um determinado som é reconhecido.
- Novos acionadores de automação com base na leitura atual de um sensor de umidade, qualidade do ar ou nível de luz habilitado para HomeKit.

#### Memos de voz
Adicionadas novas opções de reprodução para ajustar a velocidade e pular o silêncio.

#### Carteira
- Chaves: o iPhone pode desbloquear alguns bloqueios inteligentes habilitados para HomeKit. Requer um iPhone com chip A12 ou mais recente.
- Cartões de identificação e carteiras de motorista: o iPhone pode armazenar uma cópia da carteira de identidade ou carteira de motorista emitida pelo estado de um usuário dos EUA. Arizona, Geórgia, Connecticut, Iowa, Kentucky, Maryland, Oklahoma e Utah serão os primeiros estados a apoiar o recurso. Arizona foi o primeiro estado a oferecer suporte ao recurso com iOS 15.4 em 23 de março de 2022.

### Segurança e privacidade

#### Relatório de privacidade do aplicativo
Ao ativar este registro de aplicativos, o usuário pode salvar um resumo de 7 dias dos horários em que os vários aplicativos acessam determinados dados e os domínios ou sites que visitam.

#### Privacidade melhorada da Siri
Em dispositivos com um chip Apple A12 ou posterior, a Siri agora converte o áudio em palavras no próprio dispositivo, em vez de enviá-lo aos servidores da Apple.

#### Ocultar meu IP para Rastreadores no Safari
O antirastreamento do Safari agora impede que rastreadores conhecidos leiam seu endereço IP real.

#### Ocultar meu IP para conteúdo externo no Mail
No aplicativo Mail, você pode habilitar a configuração para ocultar seu endereço IP ao baixar conteúdo externo que pode estar presente em uma mensagem de e-mail. Desta forma, é possível baixar este conteúdo externo de forma privada sem ser rastreado por spammers ou empresas comerciais que os inseriram sem o conhecimento do usuário.

#### Ocultar meu e-mail
O Hide My Email cria endereços de e-mail aleatórios que encaminham para a caixa de entrada para que os e-mails possam ser enviados e recebidos anonimamente.

#### Retransmissão Privada do iCloud
O Private Relay mascara o endereço IP do usuário no Safari, preservando a região sem revelar a localização real. Ele também protege a resolução de consultas DNS e o tráfego HTTP inseguro em todos os aplicativos.

#### Autenticador de senha de uso único integrado com preenchimento automático
O autenticador integrado permite que dispositivos iOS sejam usados para gerar códigos de verificação para segurança de login adicional de contas. Não há necessidade de baixar um aplicativo separado porque ele está integrado ao sistema operacional. Os códigos de verificação são preenchidos automaticamente quando um usuário faz login no site.

#### Ponto de acesso WPA3
As conexões de ponto de acesso agora também podem usar o protocolo de segurança WPA3.
O tethering de/para dispositivos iOS mais antigos não é possível, pois a compatibilidade com WPA2 não é totalmente compatível.
O Suporte da Apple disse que, se pessoas suficientes fizerem uma solicitação de recurso, elas poderão corrigir esse problema.

#### Detecção de CSAM
A detecção de CSAM identifica material conhecido de abuso sexual infantil (CSAM) em fotos armazenadas O iCloud Photos foi originalmente planejado para ser incluído. A implementação da detecção de CSAM foi adiada indefinidamente. Esse reconhecimento é baseado em um hash perceptual chamado NeuralHash.
A Siri e a Pesquisa também estão sendo atualizadas para intervir quando os usuários realizarem pesquisas de consultas relacionadas ao CSAM. O aplicativo Mensagens avisará as crianças ao receber ou enviar fotos sexualmente explícitas, desfocando as fotos enviadas e recebidas. Foi originalmente planejado também notificar os pais de crianças menores de 13 anos se eles optarem por visualizar mensagens sinalizadas de qualquer maneira, mas isso foi removido devido a preocupações com pais abusivos.

### Outras mudanças
- Novos widgets foram adicionados: Mail, Contatos, Game Center, Find My, App Store, Sleep, Apple Card
- Novos emojis foram adicionados no iOS 15.4.
- Os papéis de parede do iOS 13 foram removidos na primeira versão beta do iOS 15.
- O iOS 15 apresenta um novo papel de parede em dois modos: claro e escuro.
- O clima inclui um novo recurso muito mais proeminente chamado "Informar um problema" e, no iOS 15.5, esse design do clima foi ajustado e aprimorado. O novo recurso muito mais proeminente do Weather chamado "Report an Issue" será adicionado e o design do Weather será ajustado e aprimorado no iOS 15.5.
- O suporte de controladores de jogo para a App Store foi adicionado no iOS 15.4.
- O SharePlay foi lançado oficialmente no iOS 15.1. Ele estava inicialmente presente nos betas do iOS 15.0, mas foi desativado e escondido atrás de um perfil de desenvolvedor antes do lançamento final.
- O suporte para SharePlay foi adicionado no iOS 15.4.
- O suporte para italiano e chinês (tradicional) para tradução de páginas da Web do Safari foi adicionado no iOS 15.4.
- O armazenamento "Outro" foi renomeado para "Dados do sistema".
- O Apple Pay no aplicativo Mensagens será renomeado para “Apple Cash” no iOS 15.5.
- Nova quinta opção de voz para Siri foi adicionada no iOS 15.4.
- As Notas das Chaves para o iCloud foram adicionadas no iOS 15.4.
- O suporte para “direito de conta de link externo” será adicionado no iOS 15.5.
- O iTunes Pass será reformulado, renomeado e renomeado para “Apple Account Card” no iOS 15.5.
- O cartão Apple Account Balance receberá uma nova imagem no iOS 15.5.
- O iOS 15 inclui um novo recurso chamado "Registrar atividade do aplicativo" e no iOS 15.2 essa funcionalidade foi estendida e agora é chamada de "Relatório de privacidade do aplicativo".
- Os domínios de e-mail personalizados para suporte do iCloud foram expandidos e adicionados no iOS 15.4.
- A ferramenta de troca 'Cosmetic Scan' para iPhone foi adicionada no iOS 15.4.
- "Gestos de canto" para notas em configurações foi adicionado no iOS 15.4.
- O login no site da chave de acesso foi adicionado no iOS 15.4.
- A Apple Store inclui um novo recurso "Pague com seu iPhone na Apple Store, compre online ou compre aplicativos, assinaturas e outros serviços", e no iOS 15.5 esse recurso foi adicionado e agora é chamado de "Pague com seu iPhone na Apple Store Armazene, compre online ou compre aplicativos, assinaturas e outros serviços". O novo recurso da Apple Store "Pague com seu iPhone na Apple Store, compre online ou compre aplicativos, assinaturas e outros serviços" será adicionado no iOS 15.5.
- O SOS de emergência foi aprimorado no iOS 15.2.
- As configurações de SOS de emergência foram alteradas para "Chamada com espera para todos os usuários" e "Chamada com 5 toques" no iOS 15.4. No entanto, o SOS de emergência "Chamada com 5 pressionamentos" será removido e desabilitado das Configurações no iOS 15.5.
- A alternância quebrada para desabilitar o acesso a dados do iCloud na web foi removida em Configurações no iOS 15.4.
- Notificações para automações pessoais em atalhos Desligar foi adicionado no iOS 15.4.
- A personalização do aplicativo de TV escolherá "Preferências" e escolherá as opções "Quadro parado" ou "Arte de pôster" para a próxima tela adicionada no iOS 15.4.
- No iOS 15.0-15.1, o Face ID foi desativado na série iPhone 13 após uma substituição de tela de terceiros. Este não é mais o caso a partir do iOS 15.2. O Face ID foi corrigido e reativado no iOS 15.4.
- Animações de 120Hz no iPhone 13 Pro e Pro Max que não funcionam totalmente foram corrigidas no iOS 15.4.
- Máscara facial e óculos para Face ID foram adicionados no iOS 15.4.
- Os registros de vacinação no aplicativo Health foram adicionados no iOS 15.4.

## Dispositivos suportados
Todos os dispositivos que suportam iOS 13 e iOS 14 também suportam iOS 15. A seguir está uma lista de dispositivos que suportam iOS 15:

### iPhone
- iPhone 6s e 6s Plus
- iPhone SE (1ª geração)
- iPhone 7 e 7 Plus
- iPhone 8 e 8 Plus
- iPhone X
- iPhone XR
- iPhone XS e XS Max
- iPhone 11
- iPhone 11 Pro e 11 Pro Max
- iPhone SE (2ª geração)
- iPhone 12 e 12 mini
- iPhone 12 Pro e 12 Pro Max
- iPhone 13 e 13 mini
- iPhone 13 Pro e 13 Pro Max
- iPhone SE (3ª geração)

### iPod Touch
- iPod Touch (7ª geração)